# Launaea

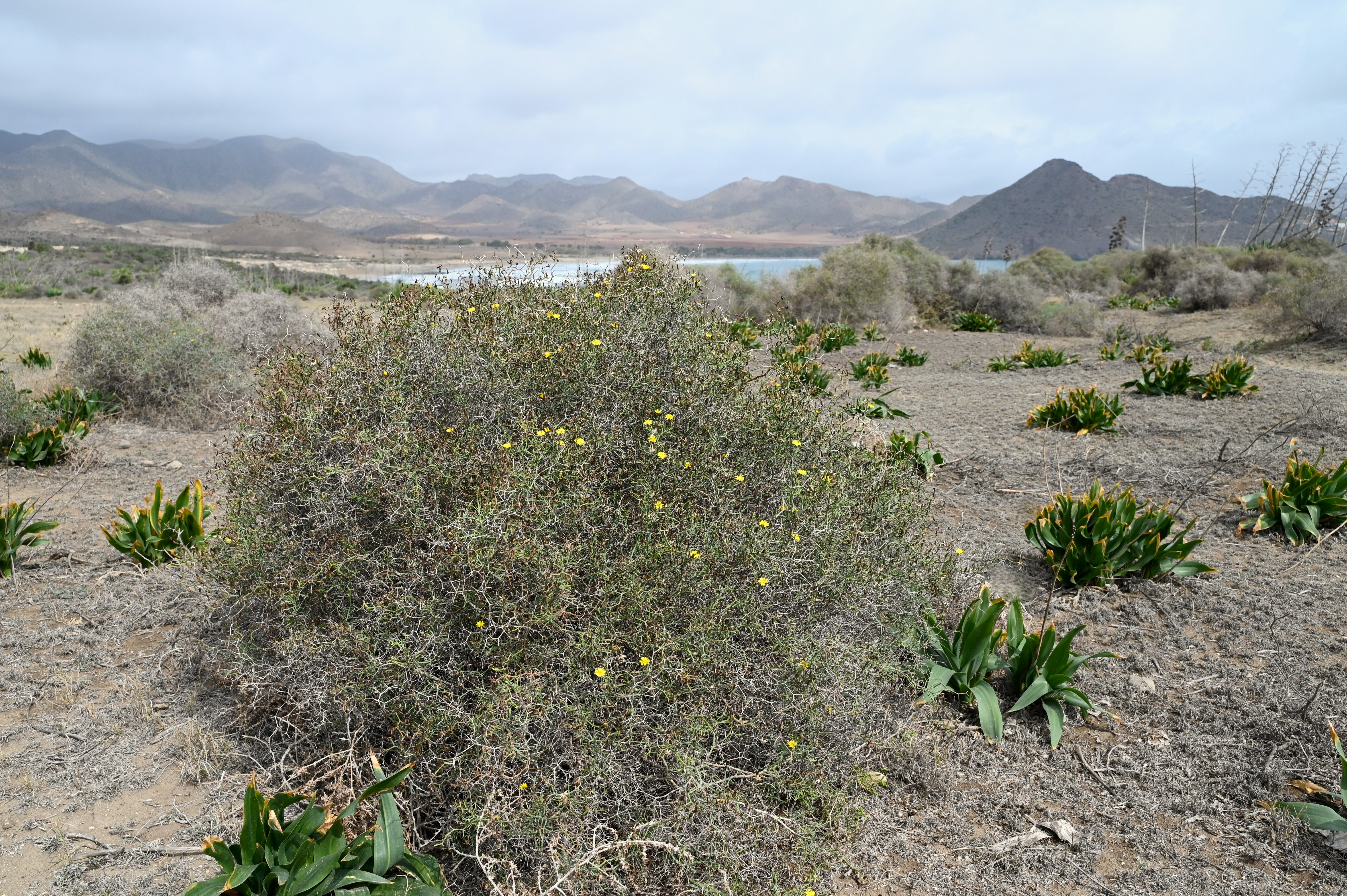
Launaea arborescens

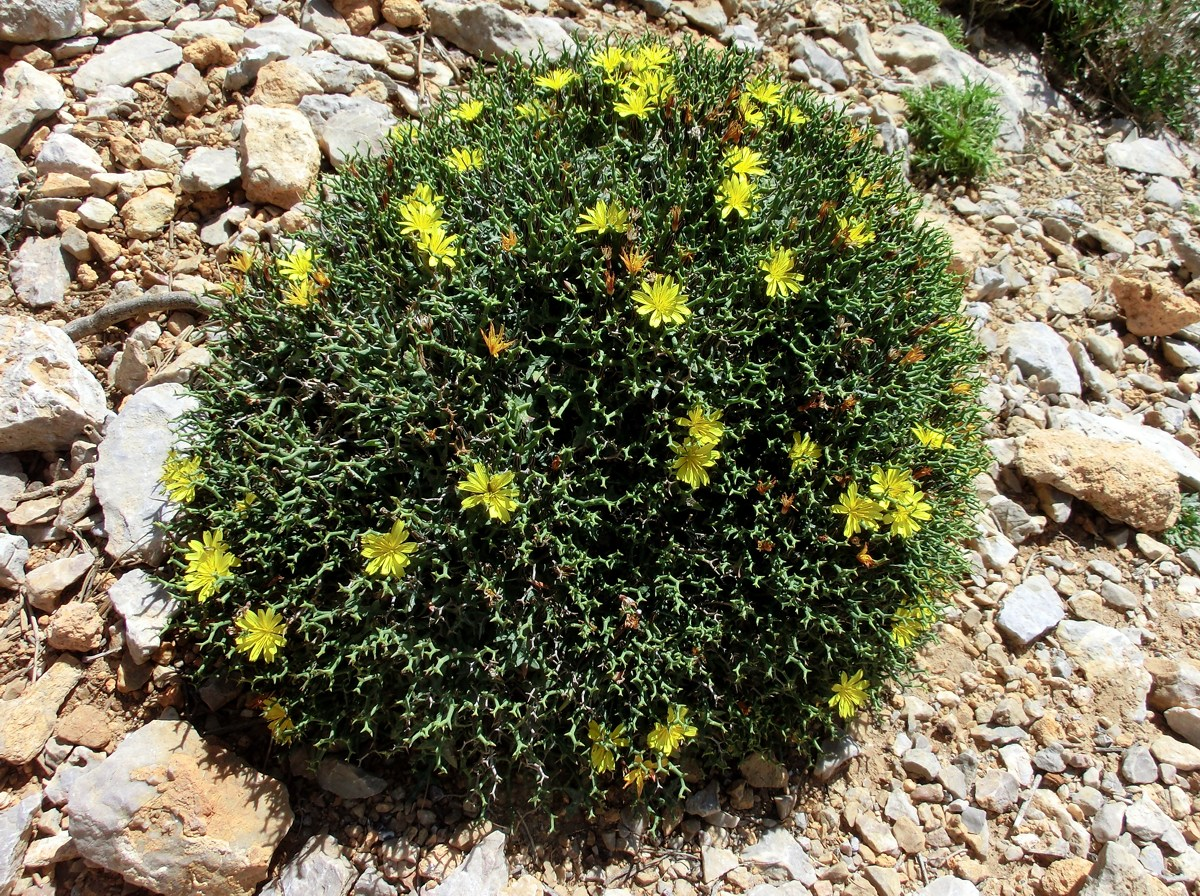
Launaea cervicornis

Launaea – rodzaj roślin z rodziny astrowatych (Asteraceae). Obejmuje 56 gatunków. Niemal wszystkie występują na Starym Świecie, tylko jeden gatunek obecny jest w zachodniej Australii. Zasięg rodzaju obejmuje niemal całą Afrykę wraz z Wyspami Kanaryjskimi i Madagaskarem, południowe krańce Europy (Hiszpania i Sycylia, gdzie rośnie 6 gatunków), oraz południową i środkową Azję (po Kazachstan i środkowe Chiny na północy). Jako rośliny introdukowane obecne są też na kontynentach amerykańskich w strefie międzyzwrotnikowej. L. sarmentosa jest gatunkiem charakterystycznym  dla tropikalnych plaż piaszczystych.
Nazwa naukowa upamiętnia J.Cl.M. Mordant de Launay'a (1750–1816), prawnika i bibliotekarza w Muzeum Historii Naturalnej w Paryżu.

## Morfologia
PokrójRośliny zielne (jednoroczne i byliny), niewielkie krzewy i półkrzewy. Osiągają od kilku cm do 150 cm wysokości. Pędy są wzniesione, rzadziej płożące, zwykle rozgałęzione i nagie, rzadziej owłosione, rzadko też cierniste.
LiścieOdziomkowe i łodygowe lub tylko odziomkowe, ogonkowe lub siedzące. Blaszka podługowata do lancetowatej, zwykle pierzasto klapowana i na brzegu ząbkowana.
KwiatyZebrane zazwyczaj po 7–40 w koszyczki, a te w wiechowate, groniaste lub kłosokształtne kwiatostany złożone. Okrywy koszyczków wąskie, walcowate, o średnicy 3–5 mm, rzadziej szersze. Listki okrywy z przejrzystymi lub łuskowatymi brzegami. Dno koszyczka jest nagie, płaskie lub wypukłe. Wszystkie kwiaty w koszyczku jednakowe, języczkowe, żółte lub bladożółte.
OwoceWalcowate, wrzecionowate lub pryzmatyczne, rzadziej spłaszczone niełupki koloru szarego do czarnego. Zwykle bez dzióbka, z 4–5 żebrami. Na powierzchni owocki są nagie. Puch kielichowy w postaci licznych, białych włosków pierzastych lub prostych, często poskręcanych, szybko opadających lub trwałych.

## Systematyka
Pozycja systematyczna

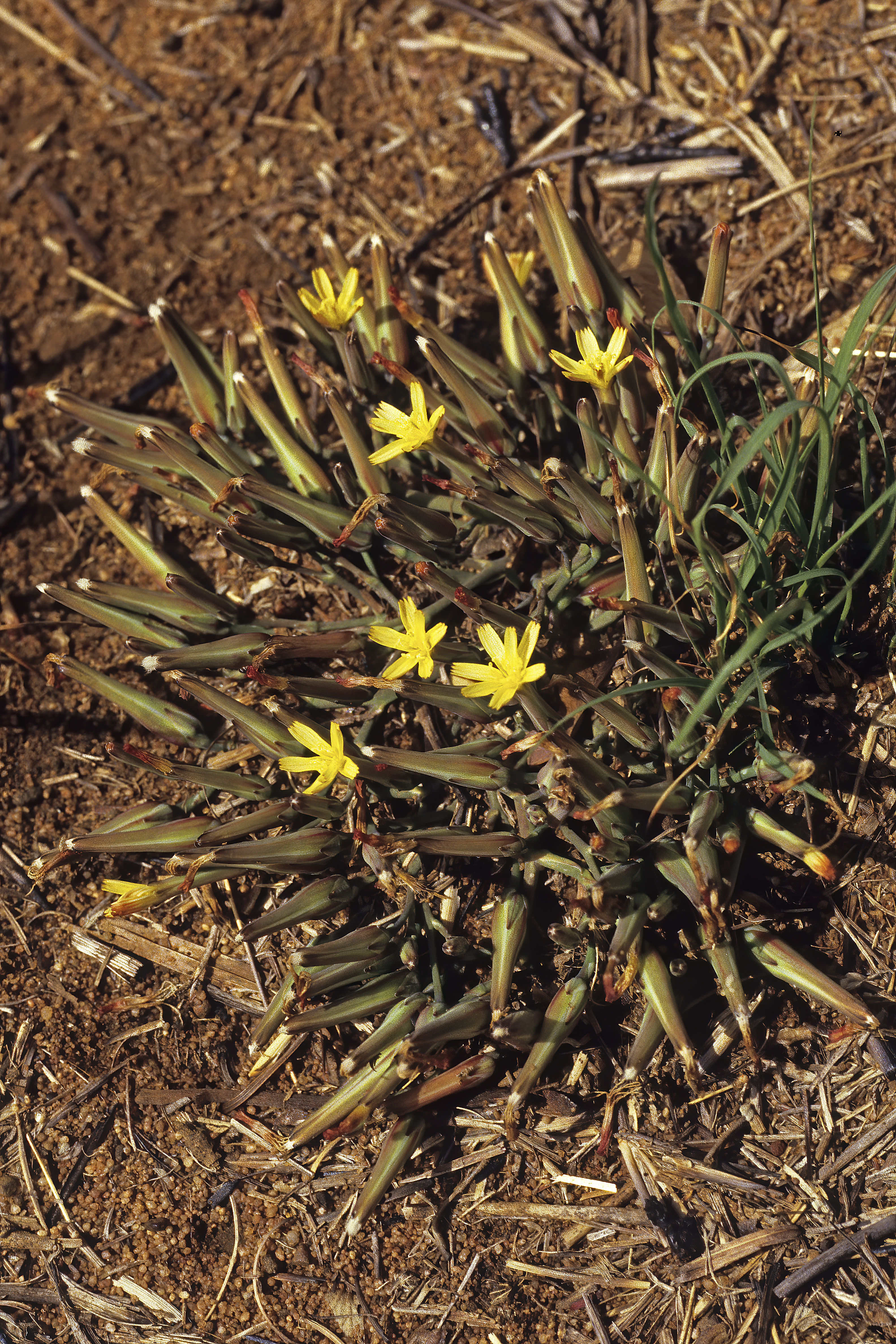
Launaea rarifolia

Rodzaj zaliczany jest do podplemienia Hyoseridinae (lub Sonchinae) w plemieniu Cichorieae w podrodzinie Cichorioideae z rodziny astrowatych Asteraceae.
Wykaz gatunków
- Launaea acanthodes (Boiss.) Kuntze
- Launaea acaulis (Roxb.) Babc. ex Kerr
- Launaea almahrahensis N.Kilian
- Launaea amal-aminiae N.Kilian
- Launaea angolensis N.Kilian
- Launaea angustifolia (Desf.) Kuntze
- Launaea arborescens (Batt.) Murb.
- Launaea aspleniifolia (Willd.) Hook.f.
- Launaea benadirensis Chiov.
- Launaea bornmuelleri (Hausskn. ex Bornm.) Bornm.
- Launaea brunneri (Webb) Amin ex Boulos
- Launaea cabrae (De Wild.) N.Kilian
- Launaea calmadowensis Baldesi & N.Kilian
- Launaea capitata (Spreng.) Dandy
- Launaea castanosperma F.G.Davies
- Launaea cervicornis (Boiss.) Font Quer & Rothm.
- Launaea cornuta (Hochst. ex Oliv. & Hiern) C.Jeffrey
- Launaea crassifolia (Balf.f.) C.Jeffrey
- Launaea crepoides Balf.f.
- Launaea fragilis (Asso) Pau
- Launaea gorgadensis (Bolle) N.Kilian
- Launaea hafunensis Chiov.
- Launaea intybacea (Jacq.) Beauverd
- Launaea korovinii (Popov) Popov ex Pavlov
- Launaea lackii N.Kilian
- Launaea lanifera Pau
- Launaea massauensis (Fresen.) Sch.Bip. ex Kuntze
- Launaea microcephala Hook.f.
- Launaea mucronata (Forssk.) Muschl.
- Launaea nana (Baker) Chiov.
- Launaea nudicaulis (L.) Hook.f.
- Launaea oligocephala Bornm.
- Launaea omanensis N.Kilian
- Launaea petitiana (A.Rich.) N.Kilian
- Launaea picridioides (Webb) B.L.Rob.
- Launaea platyphylla Rech.f.
- Launaea polydichotoma (Ostenf.) Amin ex N.Kilian
- Launaea procumbens (Roxb.) Ramayya & Rajagopal
- Launaea pseudoabyssinica (Chiov.) N.Kilian
- Launaea pumila (Cav.) Kuntze
- Launaea quercifolia Pamp.
- Launaea quettaensis N.Kilian
- Launaea rarifolia (Oliv. & Hiern) Boulos
- Launaea rhynchocarpa (Balf.f.) B.Mies
- Launaea rogersii (Humbert) Humbert & Boulos
- Launaea rueppellii (Sch.Bip. ex Oliv. & Hiern) Amin ex Boulos
- Launaea sarmentosa (Willd.) Kuntze
- Launaea secunda Hook.f.
- Launaea socotrana N.Kilian
- Launaea spinosa (Forssk.) Sch.Bip. ex Kuntze
- Launaea stenocephala (Boiss.) Kuntze
- Launaea stocksiana (Boiss.) Kuntze
- Launaea taraxacifolia (Willd.) Amin ex C.Jeffrey
- Launaea thalassica N.Kilian, Brochmann & Rustan
- Launaea viminea (Batt.) Maire
- Launaea violacea (O.Hoffm.) Boulos